# Salticus gomerensis
Salticus gomerensis es una especie de arañas araneomorfas de la familia Salticidae.

## Distribución geográfica
Es endémica de las Canarias (España).